# Termsymbol
Termsymbole werden in der Quantenchemie und Quantenphysik bei Atomkernen, Atomen und Molekülen zur Kennzeichnung von Energieniveaus  verwendet.
Das Wort Term wird hier zur Bezeichnung eines Energieniveaus verwendet, seit  mit dem Bohrschen Atommodell erkannt wurde, dass die beiden mathematischen Terme in der Rydberg-Formel (deren Differenz die Energie der emittierten Lichtquanten angibt) den Energien zweier stationärer Zustände entsprechen.

## Atomphysik
Ein Termsymbol der Atomphysik {\displaystyle {}^{2S+1}L_{J}} setzt sich zusammen aus den Quantenzahlen für:
- den gesamten elektronischen Bahndrehimpuls {\displaystyle L}; anstelle der Zahlenwerte von {\displaystyle L} werden folgende Buchstaben verwendet (ohne das J, um Verwechslungen mit dem Gesamtdrehimpuls zu vermeiden):

| el. Bahndrehimpuls {\displaystyle L} | 0 | 1 | 2 | 3 | 4 | 5 | 6 | 7 | … |
| Kennbuchstabe                        | S | P | D | F | G | H | I | K | … |

- die Multiplizität {\displaystyle 2S+1} des gesamten Spins {\displaystyle S}
- den Gesamtdrehimpuls {\displaystyle J}; dieser kann folgende Werte annehmen: {\displaystyle J=|L-S|,|L-S|+1,...,L+S-1,L+S}.

Beispielsweise ist das Termsymbol des Grundzustands des Elektrons im Wasserstoffatom 2S1/2. Dabei steht:
- das zentrale Symbol S für einen elektronischen Bahndrehimpuls L=0
- die links hochgestellte 2 für die Multiplizität 2S+1, also hier Spin S = ½
- die rechts tiefgestellte ½ für den Gesamtdrehimpuls J.

## Kernphysik
Ein Termsymbol der Kernphysik {\displaystyle I^{\pm }} bezeichnet
- den Gesamtdrehimpuls {\displaystyle I} des Atomkerns
- durch das hochgestellte Vorzeichen die Parität (d. h. die Symmetrieeigenschaft der Wellenfunktion bei Spiegelung).